# Southbeats
Saïd Nawrozzada, beter bekend als Southbeats, is een Nederlands muziekproducer van Afghaanse afkomst. Hij heeft onder meer geproduceerd voor de rappers Ismo, Lijpe en Boef.

## Biografie
Nawrozzada kwam naar Nederland op 3-jarige leeftijd en groeide op in Voorthuizen en later Dordrecht. Nadat hij geïnspireerd raakte door het album The Eminem Show is hij de muziek van rapper Eminem gaan bestuderen en begon hij zelf met het produceren van muziek.
In 2015 werd Southbeats benaderd door rapper Boef voor een samenwerking. Dat resulteerde onder meer in de nummers Hosselen, Paperchase, Beckham & Slaaptekort. Deze nummers hebben allen de platina status bereikt.